# Petřín

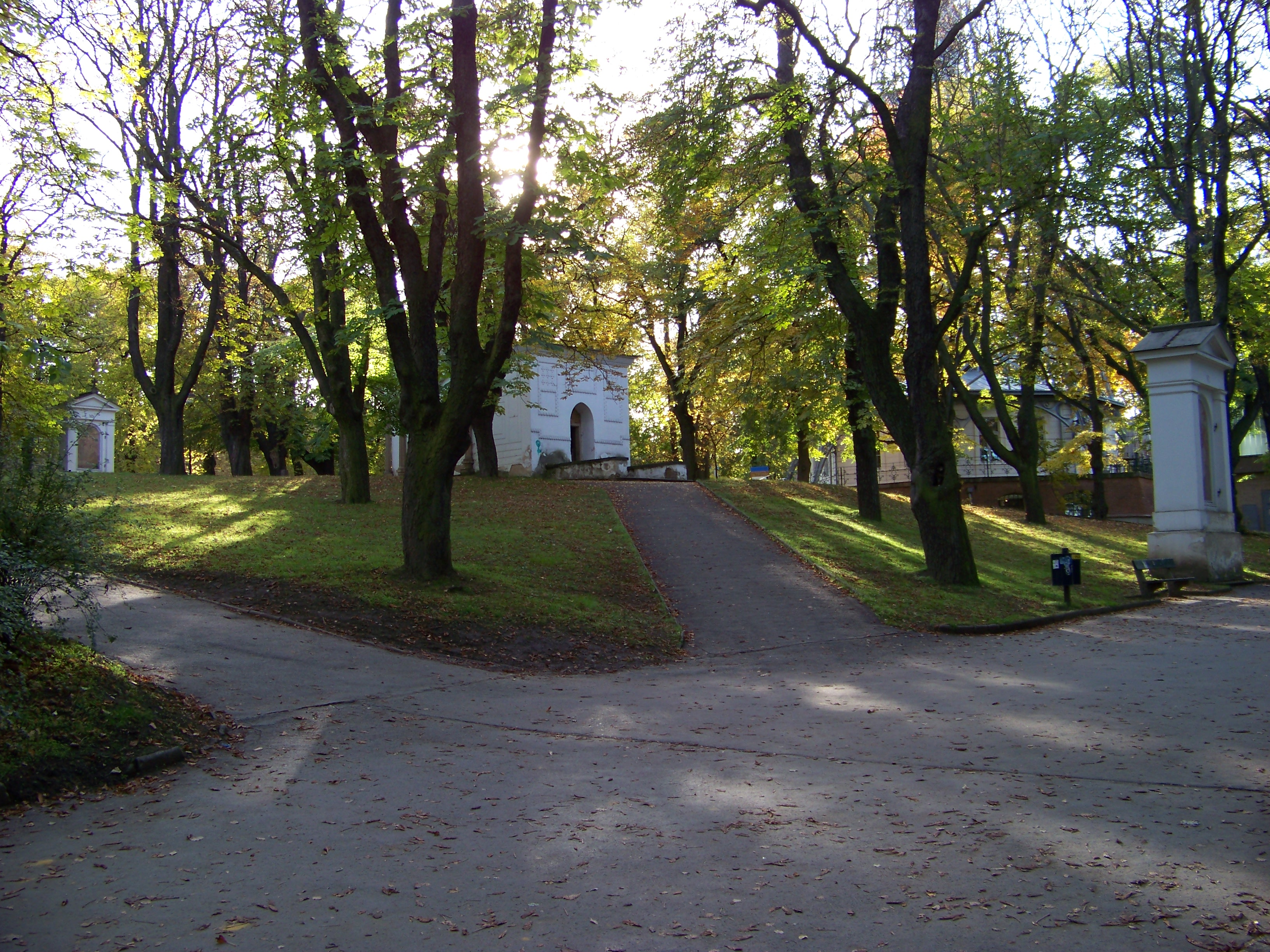
Auf dem Petřín befinden sich zahlreiche Gärten und Parkanlagen

Der Petřín (deutsch Laurenziberg) ist ein 327 m n.m. hoher Hügel im westlichen Zentrum der tschechischen Hauptstadt Prag. Er liegt am linken Ufer der Moldau.

## Beschreibung

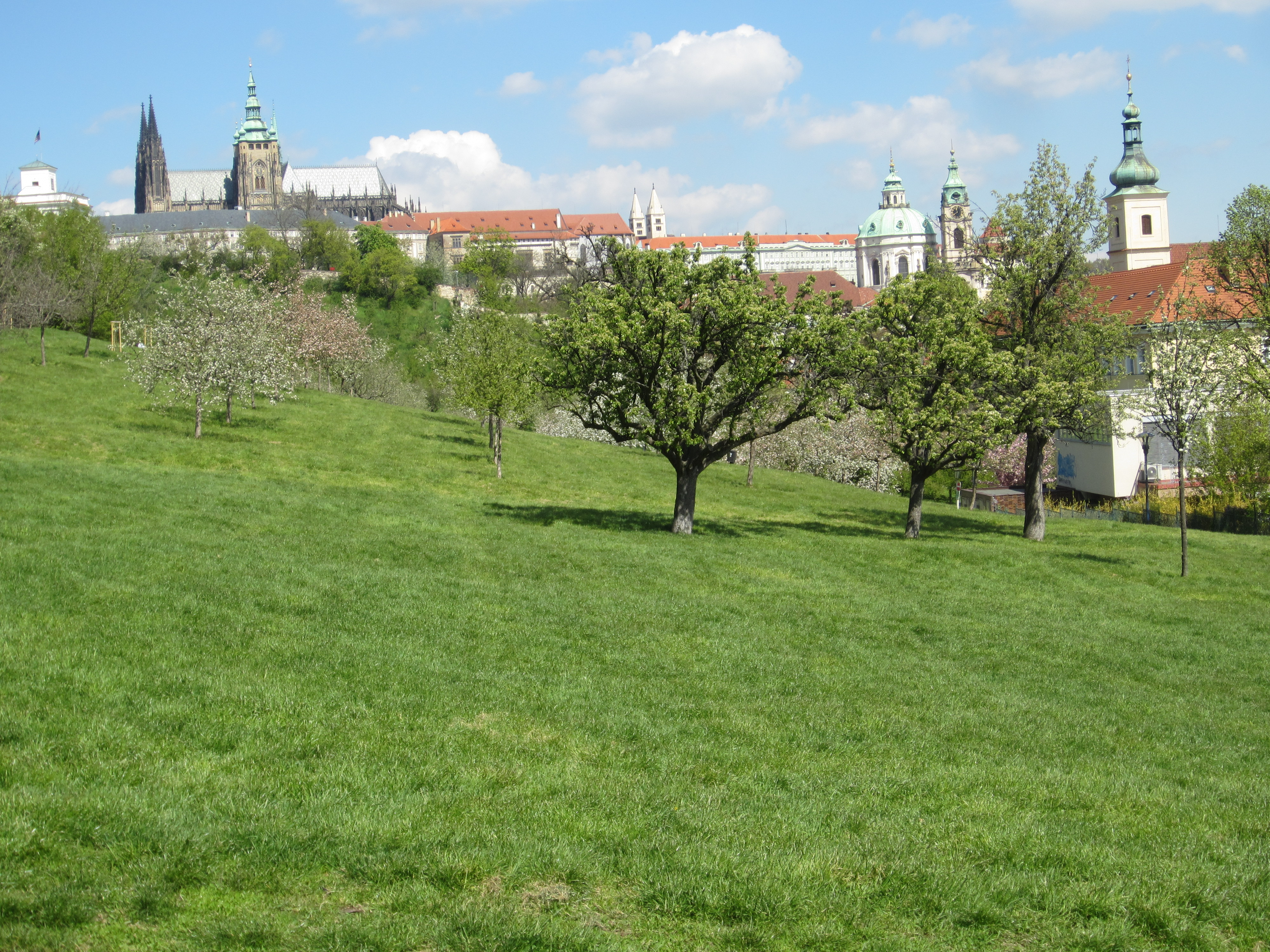
Blick zur Prager Burg

Der fast vollständig bewaldete Hügel stellt eines der bevorzugten Naherholungsgebiete der Bevölkerung von Prag dar. Auf diesem befinden sich zahlreiche historische Gebäude und Sehenswürdigkeiten. Bereits im Mittelalter wurde hier die kleine St.-Laurentius-Kirche errichtet, die im 18. Jahrhundert im Barockstil umgestaltet wurde. Unter der Regierung Karls IV. entstand die Hungermauer, eine gotische Schanzmauer.
Anlässlich der Jubiläumsausstellung im Jahr 1891 kamen eine Standseilbahn und ein historisches Spiegellabyrinth hinzu. Beide sind noch in Betrieb bzw. können besichtigt werden. Auch der Petřín-Aussichtsturm (Treppen mit 60 Meter Höhenunterschied) wurde aus gleichem Grund errichtet. Er ist ein verkleinerter Nachbau des Pariser Eiffelturms und gilt als ein von Weitem sichtbares Wahrzeichen der Stadt. Dieser Turm ermöglicht einen umfassenden Ausblick auf Prag und die weitere Umgebung.
Der Laurenziberg wird sowohl in Franz Kafkas Kurzgeschichte Beschreibung eines Kampfes, als auch in Milan Kunderas Roman Die unerträgliche Leichtigkeit des Seins erwähnt.

## Sehenswürdigkeiten
- Hungermauer (Hladová zeď)
- Stadtbefestigung mit den Bastionen Nr. IV (St. Karl), Nr. V (St. Laurentius) und Nr. VI (St. Adalbert)
- Kloster Strahov (Strahovský klášter)
- Aussichtsturm Petřín (Petřínská rozhledna)
- Štefánik-Observatorium (Štefánikova hvězdárna)
- Die Fresken des Kreuzwegs (Křížová cesta) schuf der Münchner Historienmaler Josef Holzmaier nach Vorlagen Joseph von Führichs[1]
- Restaurant Nebozízek (Restaurace Nebozízek)
- Kinsky-Garten, Rosengarten, Seminar-Garten, Strahow-Garten und Vrtba-Garten
- Denkmal für Karel Hynek Mácha
- Denkmal für die Opfer des Kommunismus
- St.-Laurentius-Kirche
- Erzengel-Sankt-Michael-Kirche (Holzkirche im bojkischen Stil, wurde im  Jahr 1929 aus der Karpato-Ukraine hierher verbracht)[2]
- Strahov-Stadion

## Verkehr
Als Verbindung zwischen der Prager Kleinseite und dem höchsten Punkt des nahe dem im westlichen Stadtzentrum gelegenen Hügels verkehrt bis heute die 1891 eröffnete Petřín-Standseilbahn.